# Martin Janáček
Martin Janáček (* 22. září 2000 Cehnice) je český profesionální fotbalový brankář, který chytá za albánský klub AF Elbasani.

## Klubová kariéra

### Mládežnické roky
Mládežnické roky strávil postupně v týmech Cehnic, Volyně, Junioru Strakonice, FK Tatran Prachatice, Českých Budějovic a Sparty. Za tu v sezoně 2018/19 nastoupil do 21 ligových utkání v rámci nejvyšší dorostenecké soutěže.

### AC Sparta Praha
Ve Spartě působil především v rezervních a mládežnických týmech. Do "áčka" se nepropracoval a tak byl posílán na hostování.

### FK Motorlet Praha (hostování)
23. srpna 2019 byl poslán na hostování do týmu FK Motorlet Praha, který hrál třetí nejvyšší soutěž. Během čtyři měsíce trvajícího hostování nastoupil do devíti ligových utkání, odchytal také jeden zápas MOL Cupu proti Vyšehradu.

### SK Dynamo České Budějovice
Do prvního týmu Sparty se Janáček neprobojoval a tak v létě 2020 trvale přestoupil do jiného prvoligového klubu, SK Dynamo České Budějovice. V sezoně 2020/21 je součástí soupisky prvoligového mužstva.
V únoru 2025 o něj projevil zájem italský klub Benátky FC působící v 1. italské fotbalové lize. Jeho přestup zastavil konec přestupového okna.
Po vypršení smlouvy v Dynamu v létě 2025 podepsal smlouvu s albánským klubem AF Elbasani.

## Reprezentační kariéra
Nastoupil celkově do 4 mezistátních utkání v dresu České republiky ve věkové kategorii do 17 a 18 let.

## Klubové statistiky
- aktuální k 3. únor 2021

| Tým                        | Sezona        | Liga   | Liga   | Pohár  | Pohár  | Evropské poháry | Evropské poháry |
| Tým                        | Sezona        | Zápasy | Branky | Zápasy | Branky | Zápasy          | Branky          |
| -------------------------- | ------------- | ------ | ------ | ------ | ------ | --------------- | --------------- |
| FK Motorlet Praha          | 2019/20 (ČFL) | 9      | 0      | 1      | 0      | -               | -               |
| SK Dynamo České Budějovice | 2022/23       | 14     | 0      | -      | -      | -               | -               |
| Celkem                     | Celkem        | 7      | 0      | 1      | 0      | 0               | 0               |